# کانگ یون-می (ژیمناست)
کانگ یون-می (ژیمناست) (به انگلیسی: Kang Yun-Mi (gymnast)) ژیمناست زادهٔ ۱۱ فوریهٔ ۱۹۸۸ میلادی اهل کشور کره شمالی است.